# Lièvre de Tolai
Lepus tolai
Pour les articles homonymes, voir Tolai (homonymie).
Espèce
Synonymes
- Lepus (Proeulagus) tolai Pallas, 1778[1]
- Lepus stoliczkanus[1]

Statut de conservation UICN

 LC  : Préoccupation mineure
Le Lièvre de Tolai (Lepus tolai) est une espèce de lagomorphes de la famille des Léporidés.